# Državna cesta D526
D526 je državna cesta u Hrvatskoj. Ukupna duljina iznosi 1,2 km.